# Max Cleland
Joseph Maxwell Cleland, detto Max (Atlanta, 24 agosto 1942 – Atlanta, 9 novembre 2021), è stato un politico e militare statunitense, senatore per lo stato della Georgia dal 1997 al 2003.

## Biografia
Nato ad Atlanta, dopo gli studi Cleland si arruolò nell'esercito e venne mandato a combattere in Vietnam durante la guerra. L'8 aprile del 1968, durante l'assedio di Khe Sanh, Cleland rimase coinvolto nell'esplosione di una granata e a causa delle gravi ferite riportate, i medici furono costretti ad amputargli l'avambraccio destro ed entrambe le gambe al di sopra delle ginocchia. Cleland restò così gravemente invalido alla giovane età di venticinque anni; tornato in patria gli furono conferite numerose onorificenze come la Silver Star e la Bronze Star Medal.
Congedatosi dall'esercito con il grado di capitano, Cleland entrò in politica con il Partito Democratico e fra il 1971 e il 1975 prestò servizio all'interno della legislatura statale della Georgia. In seguito, dal 1982 al 1996 ricoprì il ruolo di Segretario di stato della Georgia, finché decise di candidarsi al Senato per il seggio lasciato da Sam Nunn e venne eletto.
Nel 2002 Cleland chiese agli elettori un secondo mandato, ma dovette affrontare una campagna elettorale molto difficile contro il deputato repubblicano Saxby Chambliss, che alla fine lo sconfisse con un margine di cinque punti percentuali.
Durante la permanenza al Congresso, Cleland era considerato un democratico moderato, di vedute centriste. Dopo aver lasciato il Senato, venne nominato come componente della 9/11 Commission ma decise di dimettersi subito dopo per accettare una proposta di lavoro da parte della Export-Import Bank of the United States.
Durante la seconda amministrazione Obama è stato segretario dell'ABMC, radice del dipartimento della difesa americana che si occupa della manutenzione dei monumenti e dei cimiteri dei soldati americani sparsi nel mondo.
L'ex senatore Cleland è deceduto il 9 novembre 2021 ad Atlanta per gli esiti di un'insufficienza cardiaca.

## Vita privata
Max Cleland non si sposò mai e non ebbe figli.